# State of Origin 2002
Die State of Origin Series 2002 waren die 23. Ausgabe des Rugby-League-Turniers State of Origin. Es bestand aus drei Spielen, die zwischen dem 22. Mai und dem 26. Juni stattfanden. Die Serie endete in einem Unentschieden.

## Spiel 1
| 22. Mai | New South Wales Blues                                                                                                | 32 : 4         | Queensland Maroons | Stadium Australia, Sydney Zuschauer: 55.421 Schiedsrichter: Bill Harrigan |
| 22. Mai | Versuche: Gidley, Hodgson, Johns, Lyon, Tahu Erhöhungen: Johns (4/4) Hodgson (1/1) Dropgoals: Barrett (1), Johns (1) | (21:4) Bericht | Versuche: Tuqiri   | Stadium Australia, Sydney Zuschauer: 55.421 Schiedsrichter: Bill Harrigan |

| 1                  | Brett Hodgson    |
| 2                  | Timana Tahu      |
| 3                  | Jamie Lyon       |
| 19                 | Matthew Gidley   |
| 5                  | Jason Moodie     |
| 6                  | Trent Barrett    |
| 7                  | Andrew Johns     |
| 8                  | Luke Bailey      |
| 9                  | Danny Buderus    |
| 10                 | Mark O’Meley     |
| 11                 | Steve Simpson    |
| 12                 | Ben Kennedy      |
| 13                 | Luke Ricketson   |
| Auswechselspieler: |                  |
| 14                 | Brait Anasta     |
| 15                 | Bryan Fletcher   |
| 16                 | Nathan Hindmarsh |
| 17                 | Michael Vella    |

| 1                  | Darren Lockyer     |
| 2                  | Lote Tuqiri        |
| 18                 | Chris McKenna      |
| 4                  | Darren Smith       |
| 5                  | Clinton Schicofske |
| 6                  | Shaun Berrigan     |
| 7                  | Allan Langer       |
| 8                  | Shane Webcke       |
| 13                 | Kevin Campion      |
| 10                 | John Buttigieg     |
| 11                 | Gorden Tallis      |
| 12                 | Petero Civoniceva  |
| 15                 | Dane Carlaw        |
| Auswechselspieler: |                    |
| 3                  | Chris Walker       |
| 9                  | John Doyle         |
| 16                 | Carl Webb          |
| 17                 | Andrew Gee         |

## Spiel 2
| 5. Juni | Queensland Maroons                                            | 26 : 18       | New South Wales Blues                                        | ANZ Stadium, Brisbane Zuschauer: 47.989 Schiedsrichter: Bill Harrigan |
| 5. Juni | Versuche: Tuqiri (3), Carlaw, Tallis Erhöhungen: Tuqiri (3/5) | (8:6) Bericht | Versuche: Anasta, Ricketson, Timmins Erhöhungen: Johns (3/3) | ANZ Stadium, Brisbane Zuschauer: 47.989 Schiedsrichter: Bill Harrigan |

| 1                  | Darren Lockyer |
| 2                  | Lote Tuqiri    |
| 3                  | Chris Walker   |
| 4                  | Chris McKenna  |
| 5                  | Justin Hodges  |
| 6                  | Shaun Berrigan |
| 7                  | Allan Langer   |
| 8                  | Shane Webcke   |
| 9                  | PJ Marsh       |
| 10                 | Chris Beattie  |
| 11                 | Gorden Tallis  |
| 12                 | Dane Carlaw    |
| 14                 | Darren Smith   |
| Auswechselspieler: |                |
| 13                 | Travis Norton  |
| 15                 | Steve Price    |
| 16                 | Chris Flannery |
| 17                 | Andrew Gee     |

| 1                  | Brett Hodgson    |
| 2                  | Timana Tahu      |
| 3                  | Jamie Lyon       |
| 4                  | Shaun Timmins    |
| 5                  | Jason Moodie     |
| 14                 | Braith Anasta    |
| 7                  | Andrew Johns     |
| 8                  | Luke Bailey      |
| 9                  | Danny Buderus    |
| 10                 | Mark O’Meley     |
| 11                 | Steve Simpson    |
| 12                 | Nathan Hindmarsh |
| 13                 | Luke Ricketson   |
| Auswechselspieler: |                  |
| 15                 | Bryan Fletcher   |
| 16                 | Steve Menzies    |
| 17                 | Michael Vella    |
| 19                 | Scott Hill       |

## Spiel 3
| 26. Juni | New South Wales Blues                                 | 18 : 18        | Queensland Maroons                                                  | Stadium Australia, Sydney Zuschauer: 74.842 Schiedsrichter: Bill Harrigan |
| 26. Juni | Versuche: Moddie (2), Menzies Erhöhungen: Johns (3/3) | (12:8) Bericht | Versuche: Berrigan, Carlaw, Tuqiri, Webcke Erhöhungen: Tuqiri (1/4) | Stadium Australia, Sydney Zuschauer: 74.842 Schiedsrichter: Bill Harrigan |

| 1                  | Brett Hodgson    |
| 2                  | Timana Tahu      |
| 3                  | Matthew Gidley   |
| 4                  | Shaun Timmins    |
| 5                  | Jason Moodie     |
| 6                  | Trent Barrett    |
| 7                  | Andrew Johns     |
| 8                  | Luke Bailey      |
| 9                  | Danny Buderus    |
| 10                 | Jason Ryles      |
| 11                 | Steve Simpson    |
| 12                 | Steve Menzies    |
| 13                 | Luke Ricketson   |
| Auswechselspieler: |                  |
| 14                 | Scott Hill       |
| 15                 | Bryan Fletcher   |
| 16                 | Nathan Hindmarsh |
| 17                 | Michael Vella    |

| 1                  | Darren Lockyer    |
| 2                  | Lote Tuqiri       |
| 3                  | Chris Walker      |
| 4                  | Chris McKenna     |
| 5                  | Robbie O’Davis    |
| 6                  | Shaun Berrigan    |
| 7                  | Allan Langer      |
| 8                  | Shane Webcke      |
| 9                  | PJ Marsh          |
| 10                 | Petero Civoniceva |
| 11                 | Gorden Tallis     |
| 12                 | Dane Carlaw       |
| 13                 | Darren Smith      |
| Auswechselspieler: |                   |
| 14                 | Travis Norton     |
| 15                 | Steve Price       |
| 16                 | Andrew Gee        |
| 17                 | Brent Tate        |

## Man of the Match
| Spiel | Man of the Match |
| ----- | ---------------- |
| 1     | Andrew Johns     |
| 2     | Chris McKenna    |
| 3     | Allan Langer     |